# (169299) Sirko
(169299) Sirko est un astéroïde de la ceinture principale.

## Description
(169299) Sirko est un astéroïde de la ceinture principale. Il fut découvert le 21 septembre 2001 à l'observatoire d'Apache Point par le programme Sloan Digital Sky Survey. Il présente une orbite caractérisée par un demi-grand axe de 3,09 UA, une excentricité de 0,08 et une inclinaison de 11,5° par rapport à l'écliptique.

## Compléments